# 檜隈民使博徳
檜隈民使 博徳（ひのくま の たみのつかい はかとこ、生没年不詳）は、日本古代の官吏・側近・豪族。外交官。 雄略朝の史部、文筆に携わった人で、中国南朝の宋王朝、『日本書紀』のいう呉国に使者として、二度にわたって赴いたと伝えられている中国系渡来人。

## 出自
「檜隈民使」は神亀三年（726年）『山背国計帳』に「檜隈民使首」が見えるので、『新撰姓氏録』山城国諸蕃の漢（中国）系で、高向村主と同祖とされる「民使首」はその後裔にあたる可能性がある。「檜隈」は、『和名類聚抄』に大和国高市郡檜前郷とあり、奈良県高市郡明日香村の地名であり、中国系渡来人が多数居住していたという高市郡に居を占めていたことになる。

## 経歴
『日本書紀』巻第十四によると、雄略天皇は自分の自分の心だけで決断し、「誤りて人を殺したまふこと衆（おお）し」と言われた。世の中という。天下の人たちは天皇をそしって、とても悪い天皇である、というふうに評された。そのような中で天皇が寵愛したのは、身狭村主青と、檜隈民使博徳らのみだったという。上述のように、博徳は身狭青（むさ の あお）とともに雄略天皇の側近として重用され、史部（ふひとべ）としてつかえた。雄略天皇8年（西暦に直すと464年）と12年に青とともに呉国（くれのくに、華南）に派遣され、漢織（あやはとり）、呉織（くれはとり）らをつれて帰国したという。ただし、博徳は、呉国との外交交渉において知ることが出来るだけであるが、『日本書紀』雄略紀の遣使と倭の五王外交を記した『宋書』倭国伝の遣使年次の間に対応関係は認められず、『日本書紀』は『宋書』関係記事をまったく参照していないことになり、『日本書紀』雄略紀の遣使の史実性と意味が問われる。
「檜隈」（ひのくま）とは倭漢氏が本拠とした、大和国（現在の奈良県）高市郡檜前村のことで、漢氏の本拠地である。「民使」は姓ではなく氏であり、博徳の身分が青よりも低く、姓を持てなかったことが推察される。『新撰姓氏録』山城国諸蕃に、「民使首」は「高向村主」と同じ祖先である、という文があり、『続日本紀』や『正倉院文書』などに「民使氏」の人物が何人も登場している。
「博徳」「青」ともに、日本風の名前ではなく、大陸への使節となっているところから、帰化してまもない世代であり、倭王武の四六駢儷体で記された上表文の筆者と関係があることが想像される。